# Polyrhachis alluaudi
Polyrhachis alluaudi é uma espécie de formiga do gênero Polyrhachis, pertencente à subfamília Formicinae.